# Volare (Coez)
| Recensione | Giudizio |
| ---------- | -------- |
| Newsic     | 6,75/10  |
| Rockol     | 7,5/10   |

Volare è il sesto album in studio del cantautore italiano Coez, pubblicato il 3 dicembre 2021 dalla Carosello Records.

## Tracce
1. Wu-Tang – 2:25
2. Fra le nuvole – 2:54
3. Flow Easy – 3:09
4. Cerchi con il fumo (feat. Neffa) – 2:54
5. Occhi rossi – 2:57
6. Sesso e droga (feat. Gué Pequeno e Gemitaiz) – 3:31
7. Come nelle canzoni – 3:32
8. Ol' Dirty (feat. Noyz Narcos) – 2:48
9. Bomba a mano – 3:15
10. Crack (feat. Salmo e Massimo Pericolo) – 3:46
11. Casse rotte (feat. Brokenspeakers) – 4:02
12. Margherita – 2:43
13. Faccia da rapina – 4:01

Traccia bonus nella riedizione digitale
1. Essere liberi – 3:16

## Classifiche

### Classifiche settimanali
| Classifica (2021) | Posizione massima |
| ----------------- | ----------------- |
| Italia            | 3                 |

### Classifiche di fine anno
| Classifica (2022) | Posizione |
| ----------------- | --------- |
| Italia            | 30        |